# Alexander Thury
Alexander Thury (29 giugno 1994) è un giocatore di football americano austriaco, che gioca come quarterback per i Danube Dragons.

## Biografia
Thury inizia la sua carriera nel football nelle giovanili dei Vienna Vikings, con i quali giocherà fino alla stagione 2017. Nelle stagione 2012 e 2013 fa parte della seconda squadra dei Vikings, passando nella squadra titolare a partire dalla stagione 2014. Con i Vikings ha vinto il titolo nazionale austriaco nel 2014 e ha disputato tre volte la BIG6.
Nella stagione 2018 ha lasciato i Vikings per andare a giocare con i Marburg Mercenaries della German Football League, anche se la sua stagione con il club tedesco viene condizionata negativamente da un infortunio. Nel 2019 Thury entra a far parte degli Stockholm Mean Machines. Nel 2021 passa ai Danube Dragons.
Nel 2012 entra a far parte della nazionale austriaca under-19 di football americano per poi passare, a partire dal 2014, nella nazionale maggiore, con la quale ha disputato l'Europeo nel 2014, nel 2018, nel 2021 e nel 2023.

## Palmarès

### Club
- 1 Austrian Bowl (2014)[15]
- 1 SM-final (2019)

### Nazionale
- 2 Medaglie d'argento al Campionato europeo di football americano (2014, 2018)[16][17]
- 1 Campionato europeo di football americano Under-19 (2013)[18]

## Statistiche
|                                   |                                   |   | Passing | Passing | Passing | Passing | Passing | Passing | Passing     | Rushing | Rushing    | Rushing        | Rushing |
| Stagione                          | Stagione                          | G | Att     | Com     | Int     | Pct.    | Yd      | TD      | NCAA rating | Att     | Yd Portate | Yd Per portata | TD      |
| --------------------------------- | --------------------------------- | - | ------- | ------- | ------- | ------- | ------- | ------- | ----------- | ------- | ---------- | -------------- | ------- |
| 2004                              | ?                                 | ? | ?       | ?       | ?       | ?       | ?       | ?       | ?           | ?       | ?          | ?              | ?       |
| 2005                              | ?                                 | ? | ?       | ?       | ?       | ?       | ?       | ?       | ?           | ?       | ?          | ?              | ?       |
| 2006                              | ?                                 | ? | ?       | ?       | ?       | ?       | ?       | ?       | ?           | ?       | ?          | ?              | ?       |
| 2007                              | ?                                 | ? | ?       | ?       | ?       | ?       | ?       | ?       | ?           | ?       | ?          | ?              | ?       |
| 2008                              | ?                                 | ? | ?       | ?       | ?       | ?       | ?       | ?       | ?           | ?       | ?          | ?              | ?       |
| 2009                              | ?                                 | ? | ?       | ?       | ?       | ?       | ?       | ?       | ?           | ?       | ?          | ?              | ?       |
| 2010                              | ?                                 | ? | ?       | ?       | ?       | ?       | ?       | ?       | ?           | ?       | ?          | ?              | ?       |
| 2011                              | ?                                 | ? | ?       | ?       | ?       | ?       | ?       | ?       | ?           | ?       | ?          | ?              | ?       |
| 2012                              | ?                                 | ? | ?       | ?       | ?       | ?       | ?       | ?       | ?           | ?       | ?          | ?              | ?       |
| 2013                              | ?                                 | ? | ?       | ?       | ?       | ?       | ?       | ?       | ?           | ?       | ?          | ?              | ?       |
| Totale Vienna Vikings (giovanile) | Totale Vienna Vikings (giovanile) | ? | ?       | ?       | ?       | ?       | ?       | ?       | ?           | ?       | ?          | ?              | ?       |
| Totale squadre giovanili          | Totale squadre giovanili          | ? | ?       | ?       | ?       | ?       | ?       | ?       | ?           | ?       | ?          | ?              | ?       |
| 2014                              | AFL                               | ? | ?       | ?       | ?       | ?       | ?       | ?       | ?           | ?       | ?          | ?              | ?       |
| 2014                              | BIG6                              | ? | ?       | ?       | ?       | ?       | ?       | ?       | ?           | ?       | ?          | ?              | ?       |
| 2015                              | AFL                               | ? | ?       | ?       | ?       | ?       | ?       | ?       | ?           | ?       | ?          | ?              | ?       |
| 2015                              | BIG6                              | ? | ?       | ?       | ?       | ?       | ?       | ?       | ?           | ?       | ?          | ?              | ?       |
| 2016                              | AFL                               | ? | ?       | ?       | ?       | ?       | ?       | ?       | ?           | ?       | ?          | ?              | ?       |
| 2016                              | BIG6                              | ? | ?       | ?       | ?       | ?       | ?       | ?       | ?           | ?       | ?          | ?              | ?       |
| 2017                              | AFL                               | ? | ?       | ?       | ?       | ?       | ?       | ?       | ?           | ?       | ?          | ?              | ?       |
| Totale Vienna Vikings             | Totale Vienna Vikings             | ? | ?       | ?       | ?       | ?       | ?       | ?       | ?           | ?       | ?          | ?              | ?       |
| 2018                              | GFL                               | 9 | 221     | 117     | 8       | 52,9    | 1747    | 15      | 134,50      | 47      | 31         | 0,66           | 1       |
| Totale Marburg Mercenaries        | Totale Marburg Mercenaries        | 9 | 221     | 117     | 8       | 52,9    | 1747    | 15      | 134,50      | 47      | 31         | 0,66           | 1       |
| Totale AFL                        | Totale AFL                        | ? | ?       | ?       | ?       | ?       | ?       | ?       | ?           | ?       | ?          | ?              | ?       |
| Totale GFL                        | Totale GFL                        | 9 | 221     | 117     | 8       | 52,9    | 1747    | 15      | 134,50      | 47      | 31         | 0,66           | 1       |
| Totale BIG6                       | Totale BIG6                       | ? | ?       | ?       | ?       | ?       | ?       | ?       | ?           | ?       | ?          | ?              | ?       |
| Totale squadre maggiori           | Totale squadre maggiori           | ? | ?       | ?       | ?       | ?       | ?       | ?       | ?           | ?       | ?          | ?              | ?       |
| 2012                              | Mondiale Under-19                 | ? | ?       | ?       | ?       | ?       | ?       | ?       | ?           | ?       | ?          | ?              | ?       |
| 2013                              | Europeo Under-19                  | ? | ?       | ?       | ?       | ?       | ?       | ?       | ?           | ?       | ?          | ?              | ?       |
| Totale nazionale giovanile        | Totale nazionale giovanile        | ? | ?       | ?       | ?       | ?       | ?       | ?       | ?           | ?       | ?          | ?              | ?       |
| 2014                              | Amichevole                        | ? | ?       | ?       | ?       | ?       | ?       | ?       | ?           | ?       | ?          | ?              | ?       |
| 2014                              | Europeo                           | ? | ?       | ?       | ?       | ?       | ?       | ?       | ?           | ?       | ?          | ?              | ?       |
| 2018                              | Europeo                           | 3 | 65      | 38      | 1       | 58,5    | 397     | 2       | 116,84      | 10      | 81         | 8,1            | 2       |
| Totale nazionale maggiore         | Totale nazionale maggiore         | ? | ?       | ?       | ?       | ?       | ?       | ?       | ?           | ?       | ?          | ?              | ?       |
| Totale nazionale                  | Totale nazionale                  | ? | ?       | ?       | ?       | ?       | ?       | ?       | ?           | ?       | ?          | ?              | ?       |
| Totale                            | Totale                            | ? | ?       | ?       | ?       | ?       | ?       | ?       | ?           | ?       | ?          | ?              | ?       |